# Кастрат
Кастрат е кастриран мъж.
В музиката това е мъж, на когото в детска възраст е направена операция, спираща естественото му възмъжаване с цел да се запази чистия му, ясен и висок детски глас.
Певци кастрати са участвали в средновековните църковни служби в Западна Европа, тъй като на жените е било забранено да пеят в богослужението. Най-ранните сведения за включването на кастрати в хора на Сикстинската капела датират от средата на 16. век.
С възникването на операта кастратите стават особено популярни и като правило в opera seria главните мъжки партии се пишат за тях. Най-много кастрати има в Италия (според документите за стотина години на тази операция са били подложени около 4000 момчета), по-малко са на север от Алпите и почти липсват във Франция.
В периода 1650 – 1750 г. кастратите са истински звезди – богато заплатени, отрупвани с почести и слава, преследвани със способността си да пеят дълго време, без да си поемат дъх – разпространена практика по време на оперните представления са останали имената на певците кастрати Пиер Франческо Тоси, Фаринели, Николини и други. През 19. век броят на кастратите рязко намалява и се ограничава само до хористи в Сикстинската капела. Последният известен кастрат, пял там от 1883 г. до 1913 г., е Алесандро Морески.